# Schloss Baumgarten (Neulengbach)
Das Schloss Baumgarten steht in Ollersbach in der Stadtgemeinde Neulengbach im Bezirk St. Pölten-Land in Niederösterreich. Das Schloss steht unter Denkmalschutz (Listeneintrag).
Es ist ein Beispiel für jene vielen Landschlösser Österreichs, in denen sich keine spektakulären historischen Ereignisse abgespielt und die keine besonderen architektonischen Höhepunkte aufzuweisen haben. Es war zwar im Besitz mehrerer Familien des österreichischen Hochadels, doch haben deren Vertreter hier kaum gewohnt, da sie ihre Wohnsitze inmitten von bedeutenderen Herrschaften hatten. Baumgarten war vor allem als Zentrum eines Gutsbetriebes für sie wirtschaftlich interessant.

## Geschichte

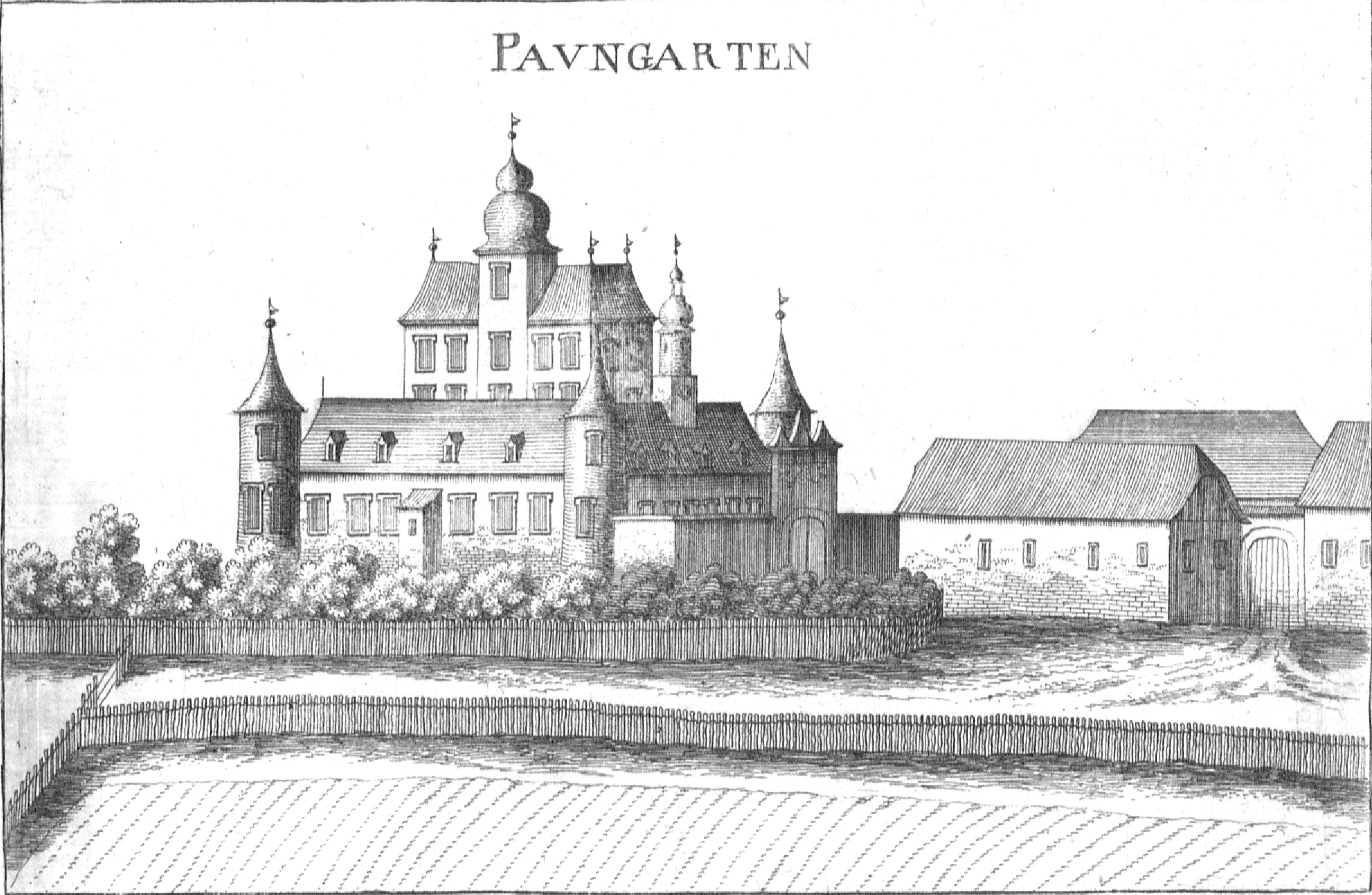
Schloss Baumgarten um 1672. Stich von Georg Matthäus Vischer

Die damalige Burg Baumgarten wird im Jahre 1074 als Besitz der Adelsfamilie Formbach in Adelgeresbach, Algersbach (Ollersbach) erstmals urkundlich erwähnt. Später folgen die Ministerialen zu Totzenbach, die sich später „zu Baumgarten“ bezeichnen. 1565 war die Anlage im Besitz der Grafen Trauttmansdorff, welche die Burg in ein Schloss umwandelten.
Während der Zweiten Türkenbelagerung 1683 wurde das nur schwach befestigte Schloss von türkischen Streifscharen zerstört, aber anschließend bald wieder aufgebaut. Der ehemals dreigeschoßige Hauptflügel im Süden wurde dabei nur zweigeschoßig wieder errichtet und die bislang nur eingeschoßigen übrigen drei Flügel wurden auf zwei Geschoße aufgestockt. Im Jahr 1822 wurde der Ort als Ortslage mit drei Gebäuden genannt, die nach Ollersbach eingepfarrt war, wohin auch die Kinder eingeschult wurden. Die Landgerichtsbarkeit wurde von der Herrschaft Neulengbach ausgeübt.
1945 wurde das Schloss erneut niedergebrannt, aber von Walter Lechner außen völlig wiederhergestellt. Im Inneren richtete man es modern ein. Baumgarten blieb in bürgerlichen Händen. Im Jahr 2001 wurde es neuerlich versteigert. Derzeitiger Eigentümer ist die Familie Wimmer-Schick mit Tierarzt-Ordination im Schloss. Teile des Schlosses, das verschiedene Unternehmen beherbergt, können für Seminare und Veranstaltungen gemietet werden.

## Besitzer
- 1709–1717: Gräfin Auersperg
- 1717–1809: Graf von Galen und seine Familie
- 1809–1841: Maria von Pidoll zu Quintenbach
- 1841–1865: Graf Bussy-Mignot
- 1865–1931: Familie Geissler-Kühnell
- 1938–1968: Familie Lechner
- 1968–1978: Schmid-Schmidsfelden
- 1978–1996: Riedl-Riedenstein
- 1996–2001: Raiffeisen-Leasing GesmbH
- seit 2001: Familie Wimmer-Schick

## Belege
1. ↑  Joseph von Steinius: Topographischer Land-Schematismus oder Verzeichniß aller im Erzherzogthume Oesterreich unter der Enns befindlichen Ortschaften als Städte, Märkte, Schlösser, Ämter, Dörfer, Rotten und einzelne Häuser, die eigene Nahmen haben, Anzahl der Häuser sowohl, als der betreffenden Pfarren, Schulörter, Patronate, Decanate, Werbbezirke, Landgerichte, Ortsobrigkeiten, Grund- und Conscriptions-Herrschaften, dann der nächsten Poststationen zur Auf- und Abgabe der Briefe. Erster Band: A–L. Verlag Anton Strauß, Wien 1822, S. 48 (Baumgarten in der Google-Buchsuche).
2. ↑  https://schlosstierarzt.at/